# Marie-Catherine Cadière

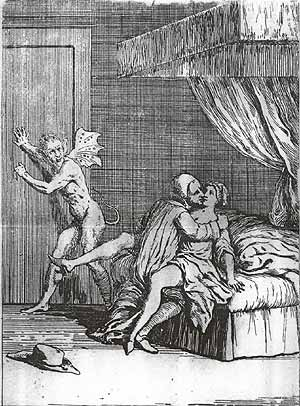
Die Verführung Marie-Catherine Cadières in einer zeitgenössischen Darstellung. Der Teufel leitet den Jesuiten.

Marie-Catherine Cadière oder oft nur Catherine Cadière (* 1709 in Toulon; † nach 1731) wurde als mutmaßliches Opfer eines sexuellen Missbrauchs durch den Jesuitenpater Jean-Baptiste Girard in den 1730er Jahren europaweit bekannt.

## Leben
Marie-Catherine Cadière, die seit einem Pestzug von 1720 offenbar unter körperlicher und geistiger Labilität litt und zu religiöser Trance neigte, wurde 1728 für zwei Jahre das Beichtkind des Paters Jean-Baptiste Girard. Als gegen Girard Korruptionsvorwürfe laut wurden, entzog die Familie Cadière sie ihm im Juni 1730. Ihr zunehmend sozial auffälliges Verhalten mit angeblichen Visionen und Stigmatisierungen brachte ihr Ende 1730 eine Anklage wegen Hexerei ein. Ihre Familie klagte daraufhin gegen Pater Girard, dass er die Abhängigkeit und Hilflosigkeit seines Beichtkindes für schwere Verfehlungen ausgenutzt habe. Girard wurde vorgeworfen, ihren krankhaften Zustand verstärkt, sie im Beichtstuhl zum Geschlechtsverkehr verführt und später zur Abtreibung angestiftet zu haben. Die Aussagen anderer Beichtkinder Girards stützten die Anklage, doch wurde dieser am 10. Oktober 1731 in Toulon freigesprochen. Auch gegen Marie-Catherine Cadière ließ das Gericht alle Vorwürfe fallen. Ihre Spur verliert sich danach. Ob und wie Catherine Cadière tatsächlich von Girard missbraucht wurde oder ob ihre Familie oder gar sie selbst ihre Auftritte zu eigenen Zwecken inszenierten, blieb umstritten.
Der Prozess war überlagert von der Auseinandersetzung zwischen Jesuiten und Jansenisten, die damals in einer heftigen Auseinandersetzung über die Auslegung des Katholizismus standen. Der Streit über die Schuld oder Unschuld Girards und die Opferrolle Cadières erregte nicht nur Frankreich, sondern fand Interesse weit über dessen Grenzen hinaus. Lieder, Gedichte und Streitschriften entstanden in großer Zahl und trugen zur Presseentwicklung und aufklärerischen Kritik an Kirche und Staat bei.
Die Affäre zog noch lange Jahre ihre Kreise und wurde auch literarisch verarbeitet. Voltaire beschäftigte sich damit, und der Roman Thérèse philosophe, eines der meistverkauften libertinen Werke des 18. Jahrhunderts, nahm die Personen Girards und Cadières als anagrammatisch verhüllte Protagonisten auf.